# 阮廌
阮 廌（グエン・チャイ、ベトナム語：Nguyễn Trãi / 阮廌、昌符4年（1380年） - 大宝3年8月16日（1442年9月19日））は、後黎朝大越の建国の功臣、政治家、儒学者、詩人。号は抑斎（ベトナム語：Ức Trai / 抑齋）。功績により皇室の姓「黎」を賜ったため黎廌（レ・チャイ、ベトナム語：Lê Trãi / 黎廌）とも。

## 生涯
昇龍で生まれる。聖元元年（1400年）に科挙に及第して胡朝大虞の進士となった。胡季犛による陳朝簒奪の懲罰として明が侵攻してきたことにより胡朝は滅亡、安南は明の支配下に入った。阮廌の父阮飛卿も明に捕虜として連行された。阮廌は安南独立のため藍山で蜂起した黎利軍に参加してその参謀格となり、独立戦争で活躍した（藍山蜂起）。明の支配をはねのけ、順天元年（1428年）に黎利は皇帝に即位して後黎朝を建てた（太祖）。阮廌は丞相となって太祖を補佐し、諸制度の整備に努めた。また、太祖に独立戦争の過程で捕獲した明軍の捕虜を解放するよう進言し、明との関係改善にも努めた。しかし太祖の死後、後を継いだ次男の太宗の代になると、朝廷内の権力争いが激化する。太宗の扶育係でもあった阮廌は建国の功臣としてその権力を危ぶまれ、故郷の回崑山清虚洞に隠居した。しかし、太宗が閲兵式の帰りに阮廌邸に立ち寄った際、たまたま急死したため、太宗暗殺の罪を着せられ、大宝3年（1442年）に三族ともども処刑された。後の聖宗の代に名誉回復がなされ、金紫栄禄大夫に追封された。
国民的詩人としても名高く、『抑斎詩集』などの詩集を残している。また独立戦争の詳細を筆記した『藍山実録』『平呉大誥』なども著した。その他歴史学・地理学・音楽など多くの分野に精通した学者でもあり、今なおベトナム史上の偉人として国民の人気も高い。彼の名を冠したグエン・チャイ通り（ベトナム語: Đường Nguyễn Trãi）はベトナムの各都市にある。